# Philip Gregson-Ellis
Philip Gregson-Ellis, britanski general, * 1898, † 1956.